# Anthostomella spartii
Anthostomella spartii är en svampart som beskrevs av Berl. & Voglino 1886. Anthostomella spartii ingår i släktet Anthostomella och familjen kolkärnsvampar.   Inga underarter finns listade i Catalogue of Life.